# Funkhaus Ingolstadt
Das Funkhaus Ingolstadt produziert in Ingolstadt drei Lokalradio-Hörfunkprogramme für die Planungsregion Ingolstadt (Region 10): Radio IN, Radio Galaxy Ingolstadt und die OldieWelle Ingolstadt. Die Region 10 beschreibt die Stadt Ingolstadt und die umliegenden Landkreise Eichstätt, Pfaffenhofen und Neuburg-Schrobenhausen. Das Funkhaus Ingolstadt ist in der Schillerstraße 2 in Ingolstadt beheimatet.

## Gesellschafter
Gesellschafter der Funkhaus Ingolstadt GmbH & Co.KG sind:
- Radio IN Rundfunk- und Fernseh Anbieter GmbH
- DAI Regionalfunk GmbH
- Neue Welle Ingolstadt Hörfunk- u. Fernsehprogrammanbieter GmbH
- Mittelbayerischer Lokalfunk GmbH Rundfunkanbieter

## Sender

### Radio IN
Radio IN sendet ein 24-stündiges Programm. Der redaktionelle Schwerpunkt liegt auf der aktuellen Berichterstattung aus Ingolstadt, Pfaffenhofen, Eichstätt, Neuburg-Schrobenhausen, Bayern, Deutschland und der Welt. Radio IN berichtet live in Einblendungen von allen Spielen des FC Ingolstadt 04 sowie des DEL-Eishockeyclubs ERC Ingolstadt. Das Musikformat umfasst die Songs der 1970er bis zu den 2000er und die besten aktuellen Hits. Die erste Sendung lief am 8. August 1988.
Der Sender ist in der ganzen Region auf UKW frei empfangbar. Die Frequenzen sind 95,4 MHz vom Sender in Großmehring, 99,1 MHz vom Sender in Eichstätt, 105,4 MHz vom Sender in Beilngries und 104,8 MHz vom Sender in Pfaffenhofen. Über diese Sendeanlagen ist das Programm von Radio IN in der gesamten Region 10 zu hören. Außerdem sendet Radio IN frei empfangbar auf dem DAB+Kanal 6A (bis 11. Juli 2022 auf Kanal 11A) sowie über Kabel und weltweit frei empfangbar über Internet.

### Radio Galaxy Ingolstadt
Radio Galaxy ist ein in vielen Teilen Bayerns empfangbarer Hörfunksender. Der Sender richtet sich mit seinem „Young-CHR“-Format, d. h. Black, Hip-Hop, Dance, House und Pop, vor allem an 14- bis 29-Jährige. Nebst der „besten neuen Musik“ beschäftigt sich der Sender mit Events und Ausgehtipps in der jeweiligen Galaxy-City.
In Ingolstadt und Umgebung ist Radio Galaxy auf UKW frei empfangbar. Die Frequenz vom Sender in Großmehring ist 107,9 MHz. Außerdem sendet Radio Galaxy frei empfangbar auf dem DAB+Kanal 6A (bis 11. Juli 2022 auf Kanal 11A) sowie über Kabel und weltweit über Internet Web.

### OldieWelle
Die OldieWelle Ingolstadt ist der Sender „mit den besten Oldies und den Kultschlagern aus den Jahren 1950, 1960 und 1970“. Zudem versorgt die OldieWelle ihre Hörerschaft mit Nachrichten und Themen aus der Welt und der Region.
Frei empfangbar ist das Programm über den DAB+Kanal 6A (bis 11. Juli 2022 auf Kanal 11A) und im Internet.